# Métencéphale
Le métencéphale est une région de l'encéphale (partie du système nerveux central). Une fois le stade embryonnaire dépassé, la vésicule métencéphalique devient métencéphale et donne chez l'adulte la protubérance annulaire, c'est-à-dire le pont et le cervelet.

### Vésicules de l'encéphale
|                | Divisions embryologiques | Divisions embryologiques | Divisions embryologiques | Divisions anatomiques  | Divisions anatomiques |
| Encéphale      | Prosencéphale            | Télencéphale             | Télencéphale             | Télencéphale           | Cerveau antérieur     |
| Encéphale      | Prosencéphale            | Diencéphale              |                          |                        | Cerveau antérieur     |
| Encéphale      | Mésencéphale             | Mésencéphale             | Mésencéphale             | Mésencéphale           | Tronc cérébral        |
| Encéphale      | Rhombencéphale           | Métencéphale             | Protubérance annulaire   | Protubérance annulaire | Tronc cérébral        |
| Encéphale      | Rhombencéphale           | Métencéphale             | Cervelet                 | Cervelet               | Cervelet              |
| Encéphale      | Rhombencéphale           | Myélencéphale            | Moelle allongée          | Moelle allongée        | Tronc cérébral        |
| Moelle spinale | Moelle spinale           | Moelle spinale           | Moelle spinale           | Moelle spinale         | Moelle spinale        |